# Philippe Lauer
Philippe Lauer (* 2. Dezember 1874 in Thorigny-sur-Marne; † 3. Februar 1953 in Paris) war ein französischer Bibliothekar und Historiker.

## Leben
Philippe Lauers Familie stammte väterlicherseits aus dem Elsass. Sein Abitur legte er am Lycée Janson de Sailly in Paris ab, sein Studium absolvierte er an der École pratique des hautes études, wo er mit dem Lizenziat in Recht und Geisteswissenschaften (Droit et lettres) abschloss. 1894 trat er in die École nationale des chartes ein; als Schüler von Gabriel Monod und Arthur Giry beendete er 1897 seine Ausbildung als Jahrgangsbester mit einer Arbeit über die Regierung des Königs Ludwig IV. und einem Diplom als „Archiviste paléographe“. 1898 bis 1900 forschte er an der École française de Rome unter Louis Duchesne, wo er über den Lateranpalast arbeitete. Ab 1900, nach seiner Rückkehr nach Paris, arbeitete er als Praktikant in der Manuskripten-Abteilung der Bibliothèque nationale de France. 1902 wurde er Unter-Bibliothekar, 1909 Bibliothekar, 1928 Konservator und 1934 leitender Konservator. 1940 ging er in Pension.
Am 28. Januar 1912 wurde er mit seinen Arbeiten zum Lateranpalast und zu den französischen Königen Robert I. und Rudolf zum „Docteur ès lettres“ promoviert. Für die Arbeit zum Lateranpalast erhielt er den Prix Fould der Académie des Inscriptions et Belles-Lettres.

## Veröffentlichungen (Auswahl)
- Le Règne de Louis IV d’Outremer (= Bibliothèque de l’École des Hautes Etudes, 4. Section Sciences Historiques et Philologiques. 127, ISSN 0761-148X). Bouillon, Paris 1900.
- als Herausgeber: Les Annales de Flodoard. Publiées d’après les manuscrits, avec une introduction et des notes. Picard, Paris 1905, (Digitalisat).
- Robert Ier et Raoul de Bourgogne. Rois de France (923–936) (= Bibliothèque de l’École des Hautes Etudes, 4. Section Sciences Historiques et Philologiques. 188). Champion, Paris 1910, (Digitalisat).
- Le Palais de Latran. Étude historique et archéologique. Leroux, Paris 1911.
- Recueil des Actes de Louis IV. Roi de France. (936–954). Imprimerie Nationale, Paris 1914, (Digitalisat).
- als Herausgeber: Robert de Clari: La Conquête de Constantinople (= Les Classiques Français du Moyen Âge. 40, ISSN 0755-1959). Champion, Paris 1924.
- als Herausgeber: Nithard: Histoire des fils de Louis le Pieux (= Les Classiques de l’Histoire de France au Moyen Age. 7, ISSN 0184-7082). Champion, Paris 1926.
- Recueil des Actes de Charles III le Simple. Roi de France. (893–923) (= Chartes et diplômes relatifs à l’histoire de France.). 2 Bände (Band 1: Texte. Band 2: Introduction et Table.). Imprimerie Nationale, Paris 1940–1949.